# Avantasia

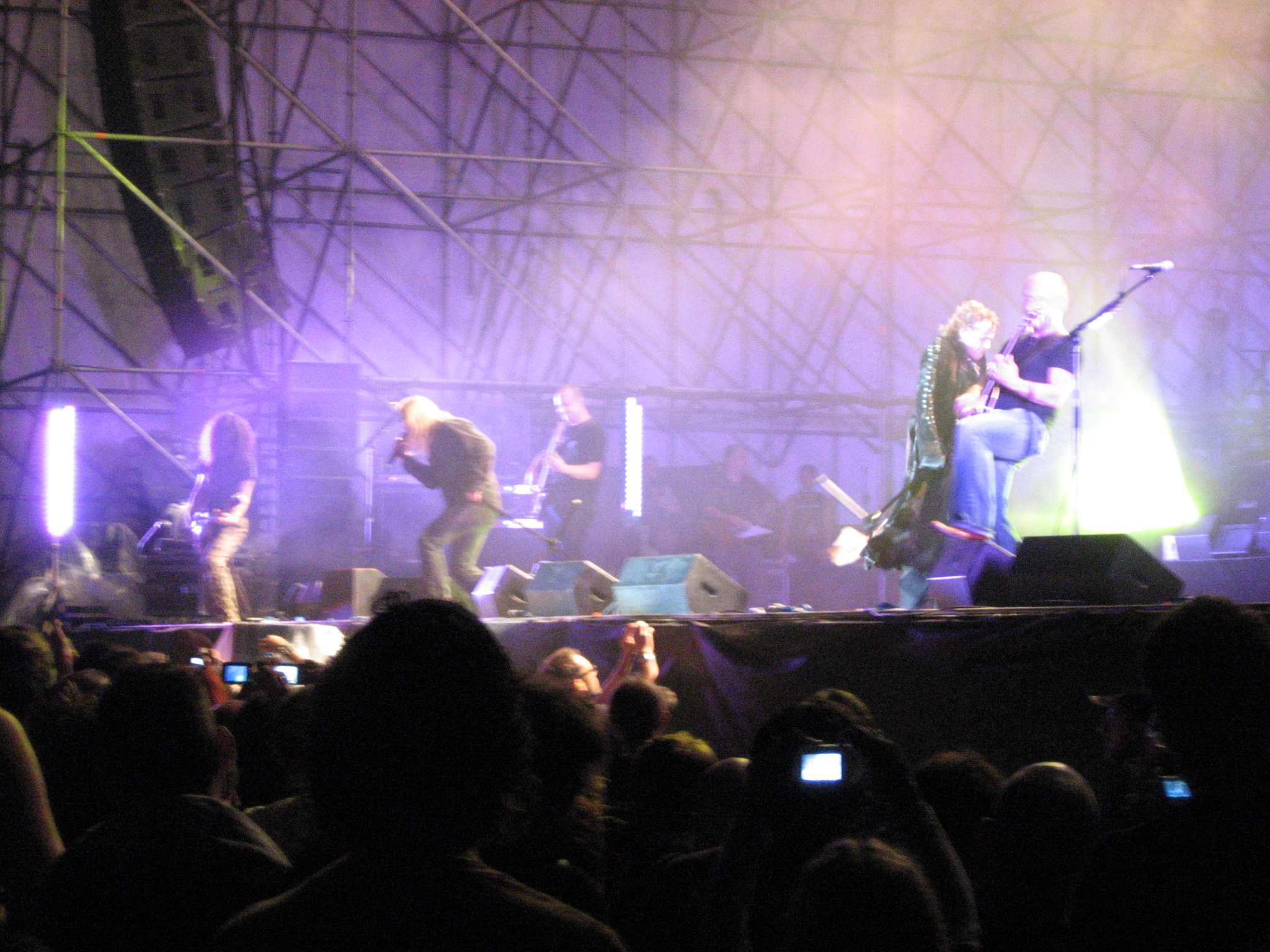
Avantasia - Rockin' field festival 2008 (Idroscalo, Milan)

Avantasia (The Metal Opera) là một dự án Symphonic/Power Metal được sáng lập bởi Tobias Sammet, giọng hát chính của ban nhạc Edguy. Tên của dự án được hình thành bởi từ "avalon" và "fantasia" ("fantasy") và được miêu tả là "một thế giới nằm ngoài sức tưởng tượng của con người". Dự án gồm 2 CD với 23 phần nhỏ, kể lại câu chuyện về một thầy tu Dominica, Gabriel, diễn ra vào đầu thế kỷ 17. Ngày 18 tháng 12 năm 2006, Tobias Sammet đã thông báo rằng đang thực hiện một album mới với sự tham gia của các nhạc sĩ và ca sĩ khác.

## Quá trình phát triển
Mùa hè năm 1999, trong lúc thực hiện tour diễn Theater of Salvation cùng Edguy, Tobias Sammet bắt đầu ghi lại những ý tưởng của mình về metal opera, một concept album với sự tham gia của những khách mời. Khi tour diễn kết thúc, Tobias thực hiện kế hoạch, mời những rocker ưu tú tham gia như Kai Hansen và cựu hát chính của Helloween là Micheal Kiske. Dự án đã thu âm với 4 thành viên chủ chốt – Sammet chơi keyboard và hoà âm, Henjo Richter chơi guitar, Markus Grosskopf đánh bass và Alex Holzwarth chơi trống. Năm 2000, EP đầu tiên với tên gọi Avantasia được phát hành. Dự án đã hoàn tất vào tháng 9 năm 2002 với việc phát hành The Metal Opera và The Metal Opera Part II. Vào cuối năm 2006, Sammet xác nhận những tin đồn về album thứ ba của Avantasia. Ngày 24 tháng 4 năm 2007, album mới được công bố sẽ có tên "The Scarecrow". Trong thời gian qua, Sammet tiếp tục công bố việc phát hành 2 EP Lost In Space Part I và Lost In Space Part II vào ngày 16 tháng 11 năm 2007, và album "The Scarecrow" sẽ được phát hành ngày 25 tháng 1 năm 2008. Những khách mời đã được xác nhận là Rudolf Schenker, Sascha Paeth, Eric Singer và các ca sĩ Bob Catley, Jørn Lande, Michael Kiske và Alice Coope.

## Âm nhạc
Dự án được miêu tả như "Metal Opera" vì nó có cốt truyện và mỗi nhân vật là một ca sĩ, chứ không phải là một vở opera theo cách nghĩ cổ điển. Nó đơn thuần chỉ là tập hợp lại các phần nhỏ của một cuốn sách.
Về phong cách, đa số các ca khúc theo thể loại Melodic Power Metal với những âm thanh "dày", dàn nhạc và các đoạn hợp xướng, vì vậy Avantasia cũng được thừa nhận là chơi Symphonic Power Metal. Mỗi phần đều có một ca khúc, "Inside" ở phần I và "In Quest For" ở phần II, hầu như được đệm bằng piano. Phần I có 3 bài nhạc không lời ngắn.
Ca khúc có quy mô nhất là ca khúc đầu tiên của Phần II, "The Seven Angels", được trình diễn bởi 11 ca sĩ. Ca khúc này dài hơn 14 phút và bao gồm một đoạn nhạc cổ điển, 2 đoạn guitar solos, hợp xướng, một đoạn nhạc với piano và đoạn cuối anh hùng ca. Ca khúc này là một phần quan trọng trong cốt truyện, nó tóm tắt phần I.

## Cốt truyện
Nhân vật chính của câu chuyện là Gabriel Laymann, một thầy tu trẻ tại một tu viện của Dominica tại Mainz. Vào năm 1602, cùng với những người khác, Gabriel tham gia vào cuộc săn lùng phù thủy. Nhưng bất ngờ, Gabriel đã gặp lại chị gái mình là Anna Held, người đang chờ phán quyết vì bị kết tội là phù thủy, Grabiel bắt đầu nghi ngờ. Anh lẻn vào thư viện và đọc một cuốn sách cấm. Thầy của anh là Bruder Jakob đã phát hiện ra và Grabriel bị nhốt vào nhà giam.
Trong lúc ở nhà giam, anh gặp một ông lão, Lugaid Vandroiy, người tự giới thiệu mình là một tu sĩ ("Reach Out for the Light"). Ông kể với Grabiel về một không gian khác, thế giới Avantasia, nơi đang gặp nguy hiểm. Vandroiy đề nghị sẽ cứu Anna nếu Gabriel đồng ý trợ giúp Avantasia. Họ bàn bạc việc chạy trốn ("Breaking Away"), Vandroiy đưa Gabriel đến một hầm đá cổ, nơi che giấu cánh cổng giữa hai không gian, và sử dụng nó để đưa Gabriel tới Avantasia.
Trong lúc ấy, Johann Adam von Bicken, Giám mục của Mainz, Bruder Jakob và Falk von Kronberg – một viên chức pháp luật – tới Roma để gặp giáo hoàng Clement VIII ("The Glory of Rome"). Họ mang theo cuốn sách mà Gabriel đã đọc. Các tài liệu cổ nói rằng quyển sách này là phần cuối cùng trong 7 phần của một miếng phong ấn, thứ sẽ giúp chủ nhân của nó kiến thức vô hạn nếu người đó mang nó đến toà tháp ở trung tâm Avantasia.
Khi Gabriel đến Avantasia ("Avantasia"), anh được chào đón bởi 2 cư dân nơi đây là yêu tinh Elderane và người lùn Regrin ("Inside"). Hai người nói với anh về cuộc chiến chống lại những thế lực ác quỷ, kế hoạch của giáo hoàng, và những hậu quả của nó. Nếu như giáo hoàng sử dụng miếng phong ấn, sự kết nối giữa Avantasia và thế giới con người sẽ bị phá vỡ cùng với những hậu quả đau thương cho cả hai thế giới. Gabriel chỉ đến ngọn tháp vừa kịp lúc, và trong khi giáo hoàng nói chuyện với tiếng nói bí ấn sâu thẳm, Gabriel dự định lấy cắp miếng phong ấn. Gabriel gây hỗn loạn và mang miếng phong ấn về thành phố yêu tinh ("The Tower"). Phần I tới đây kết thúc.
Trong khi Gabriel rời khỏi toà tháp, mang theo bên mình mảnh phong ấn, tay giáo hoàng, viên Giám mục và tên quận trưởng vẫn không thể tin được là mình đã thất bại. Giọng nói bí ẩn trong toà lâu đài gào thét và đe doạ rằng cả ba sẽ biết được cơn giận của các vị thần là thế nào.
Những ngày sau đó, trong khi đang ở lại Sesidhbana, khu vực đẹp nhất Avantasia, Gabriel ngày càng biết rõ hơn chuyện gì đang diễn ra, cũng như hiểu hơn về tầm quan trọng của việc anh ta đang làm: sự ảnh hưởng to lớn của những thế lực đen tối trong toà tháp lên những kẻ đầy tớ trung thành của nó, lấy đi linh hồn của họ... (The Seven Angels)
Trong những ngày ở lại Sesidhbana, Gabriel quyết định tìm hiểu thêm về thế giới tâm linh, vì vậy Elderane đưa anh tới Cây Thông Thái (tree of knowledge). Tại đó, Gabriel có thể tìm được câu trả lời cho những câu hỏi của mình, nhưng nó cũng có thể làm rối trí anh ta. Cái cây đã làm Gabriel lúng túng hơn là những gì anh tưởng tượng trước đó (The Looking Glass): Đôi khi bạn phải nhảy vào dòng nước xoáy mới có thể rửa sạch tâm hồn... (In Quest For)
Trên mặt hồ cạnh chiếc cây, Gabriel bất chợt nhìn thấy hình ảnh Bruder Jakob lúc trẻ đang phải chịu đựng sự tra tấn trong Hoả Hồ (a lake of flames) ("The Final Sacrifice"). Mặc dù rất nhớ và luôn mong muốn trở về nhà để giải cứu cho Anna, Gabriel vẫn đồng ý làm theo lời cầu xin của Jakob là giải thoát cho phần linh hồn lúc trẻ của ông đã bị đánh cắp và đang bị giam giữ ở Roma (Anywhere).
Khi trở về, Gabriel nói cho Elderane những gì anh thấy và việc mình đã giải thoát cho linh hồn của Jakob. Elderane kể cho Gabriel nghe về một chiếc cốc vàng ở một lăng mộ ở Roma, nơi giam giữ rất nhiều linh hồn, và khuyên Gabriel nên bảo vệ chiếc cốc. Bất chấp sự ngăn cản của những yêu tinh khác, Gabriel và Regrin trở lại thế giới con người. Họ tìm chiếc cốc và đánh đổ nó, nhờ vậy mà các linh hồn đã được giải thoát ("Chalice of Agony"). Cũng trong lúc chiếc cốc đổ, con thú dữ đã tỉnh dậy và tấn công họ;Regrin đã bị giết nhưng Gabriel đã chạy thoát. Khi trở về Avantasia, Gabriel được kể rằng sau khi chiếc cốc bị đánh đổ, đạo quân bóng tối đã bị suy yếu và thua trận.
Trở về thế giới con người, Gabriel quay lại chỗ Vandroiy, người vẫn đang đợi anh. Vị tu sĩ thực hiện lời hứa của mình và ông đã lẻn vào nhù tù lúc đêm khuya để giải thoát cho Anna. Trong lúc đang làm việc này, Vandroiy gặp Bruder Jakob, người cũng đang muốn làm việc tương tự. Falk von Kronberg, người đã có sự nghi ngờ từ trước ("Memory"), bắt được và giam giữ họ. Một cuộc tranh đấu đã nổ ra;Vandroiy đã bị sát hại bởi Kronberg. Tuy vậy, cuối cùng, Kronberg đã bị Bruder Jakob giết. Anna trốn thoát và hội ngội cùng Gabriel. Họ cùng đi tới một tương lai vô định ("Into the Unknown").

## Tôn giáo trongAvantasia
Những tín đồ Cơ-đốc và tín đồ Thiên Chúa Giáo chiếm vị trí quan trọng trong cốt truyện. Những người của nhà thờ như Giáo hoàng Clement VIII đã bị chỉ trích bởi suy nghĩ họ nắm giữ sự thật và họ khiến cho mọi người mất đi bản tính tốt đẹp của mình, không nhận ra rằng những người của nhà thờ đang che giấu sự thật. Những lời phê bình như vậy cũng xuất hiện thường xuyên trong những tác phẩm của Tobias Sammet: một số ca khúc của Edguy như "The Kingdom" (1996) hay "Theater of Salvation" (1999) bao gồm đề tài, cốt truyện và những đoạn đối thoại đơn giản trong Avantasia.

## Những người tham gia

### Những người chơi nhạc cụ
- Henjo Richter - Guitar
- Jens Ludwig - Guitar
- Norman Meiritz - Guitar
- Timo Tolkki - Guitar
- Markus Grosskopf - Bass
- Alex Holzwarth - Drums
- Eric Singer - Drums
- Tobias Sammet - Keyboard, Bass (Lost in Space)
- Frank Tischer - Piano

### Ca sĩ
- Tobias Sammet - Gabriel Laymann
- Michael Kiske - Lugaid Vandroiy
- David DeFeis - Bruder Jakob
- Ralf Zdiarstek - viên chức pháp luật Falk von Kronberg
- Sharon den Adel - Anna Held
- Rob Rock - Giám mục Johann von Bicken
- Oliver Hartmann - Giáo hoàng Clement VIII
- Andre Matos - yêu tinh Elderane
- Kai Hansen - người lùn Regrin
- Timo Tolkki - Giọng nói bí ẩn trong tòa tháp (Mysterious Voice of the Tower)
- Bob Catley - Cây Thông Thái (Tree of Knowledge)

## Danh sách các đĩa hát
- Avantasia (EP) - 2000
- The Metal Opera - 2001
- The Metal Opera Part II - 2002
  - Lost in Space Part I (EP) - 16 tháng 11 năm 2007
  - Lost in Space Part II (EP) - 16 tháng 11 năm 2007
- The Scarecrow - 25 tháng 1 năm 2008
- The Wicked Symphony (2010)
- Angel of Babylon (2010)
- The Mystery of Time (2013)
- Ghostlights (2016)
- Moonglow (2019)